# Bianma Xiang
Bianma Xiang (kinesiska: 边马乡, 边马) är en socken i Kina. Den ligger i provinsen Hebei, i den norra delen av landet, omkring 430 kilometer söder om huvudstaden Peking. Antalet invånare är 45 042. Befolkningen består av 23 169 kvinnor och 21 873 män. Barn under 15 år utgör 22,0 %, vuxna 15-64 år 69 %, och äldre över 65 år 8,0 %.
Genomsnittlig årsnederbörd är 630 millimeter. Den regnigaste månaden är juli, med i genomsnitt 207 mm nederbörd, och den torraste är januari, med 3 mm nederbörd.